# Anta Gorda
Anta Gorda é um município brasileiro do estado do Rio Grande do Sul. Localiza-se a uma latitude 28º58'13" sul e a uma longitude 52º00'17" oeste, estando a uma altitude de 411 metros. Sua população, estimada pelo Instituto Brasileiro de Geografia e Estatística (IBGE), era de 6 225 habitantes em 2014 e segundo divisão territorial de 1983 é constituído de dois distritos: Anta Gorda (distrito sede) e Itapuca.
Possui uma área de 240,38 km². Cidades próximas: Guaporé, Doutor Ricardo, Encantado, Ilópolis, Arvorezinha. Distância de Porto Alegre: 210 km.

## Ocupação territorial
A ocupação territorial do que é hoje o município de Anta Gorda, no Vale do Taquari, começou por volta de 1900, quando começaram a chegar colonos de origem alemã e polonesa.
Logo, no entanto, houve uma intensa presença de italianos, como de resto ocorreu em várias localidades ao longo do Taquari.

## Origem do nome
O nome do povoado é atribuído ao resultado de uma memorável caçada, onde abateram um Tapirus terrestris (popularmente conhecido como anta brasileira) que foi considerado o animal com o maior índice de gordura corporal da espécie pelos nativos. Quando Anta Gorda foi convertida em distrito de Lajeado, em 1910, houve uma troca de nome, para "Carlos Barbosa" (numa homenagem ao então presidente do Estado), mas a população pressionou para que se voltasse à denominação antiga, o que ocorreu dois anos depois.

## Emancipação
Com a emancipação de Encantado, em 1915, Anta Gorda passou a integrar seu território, como seu 2º distrito. Em decorrência de um problema político-administrativo ocorrido em 1936, Anta Gorda chegou a ser sede do município durante dois meses.
A emancipação ocorreria bem depois, em 26 de Dezembro de 1963, quando foi sancionada a Lei nº 4686, dia em que também em que entraram em vigor as leis que criavam outros cinco municípios: Ilópolis, Ronda Alta, Severiano de Almeida, Planalto e Putinga.

## Organização Político-Administrativa
O Município de Anta Gorda possui uma estrutura político-administrativa composta pelo Poder Executivo, chefiado por um Prefeito eleito por sufrágio universal, o qual é auxiliado diretamente por secretários municipais nomeados por ele, e pelo Poder Legislativo, institucionalizado pela Câmara Municipal de Anta Gorda, órgão colegiado de representação dos munícipes que é composto por 9 vereadores também eleitos por sufrágio universal.

### Atuais autoridades municipais de Anta Gorda
- Prefeito: Francisco David Frighetto - REP (2025/-)[6] (reeleito)
- Vice-prefeito: NADIR VALDAMERI - PODE (2025/-)[6]
- Presidente da Câmara: PAULO  CESAR BETTONI - REP (2025/-)[6]

## Turismo
Anta Gorda integra o Caminho dos Moinhos, com destaque o Moinho Dallé, de 1919, e o Vicenzi, de 1930 e situado à beira de uma cascata.
Em Anta Gorda localiza-se a gruta Nossa Senhora De Lourdes, que é a maior caverna de pedra basalto do Vale do Taquari e encontra-se entre as maiores da América Latina. Possui 30 metros de largura por 112 metros de comprimento e é totalmente iluminada.
Anualmente, no segundo domingo do mês de fevereiro realiza-se a festa e romaria em honra a santa que reúne romeiros de todo o país. É a terra da FestLeite, realizada a cada dois anos.